# (20524) Bustersikes
(20524) Bustersikes (1999 RJ42) – planetoida z grupy pasa głównego asteroid okrążająca Słońce w ciągu 4,64 lat w średniej odległości 2,78 j.a. Odkryta 13 września 1999 roku.